# Élections législatives de 1986 en Charente-Maritime
Les élections législatives françaises de 1986 ont lieu le 16 mars 1986. Dans le département de la Charente-Maritime, cinq députés sont à élire dans le cadre d'un scrutin proportionnel par liste départementale à un seul tour.

## Élus
| Député élu             |  | Parti    |
| ---------------------- |  | -------- |
| Michel Crépeau         |  | MRG      |
| Philippe Marchand      |  | PS       |
| Jean-Noël de Lipkowski |  | RPR      |
| Jean-Guy Branger       |  | app. UDF |
| Dominique Bussereau    |  | UDF (PR) |

## Listes en présence

### Extrême gauche (MPPT)
| N° | Candidats              | Parti | Parti | Principales fonctions    |
| -- | ---------------------- | ----- | ----- | ------------------------ |
| 01 | Michel Baudet          |       | MPPT  | Instituteur              |
| 02 | Hélène Montzamir       |       | MPPT  | Sans profession          |
| 03 | Jean-Paul Michel       |       | MPPT  | Peintre dans le carénage |
| 04 | Jean-François Malterre |       | MPPT  | Enseignant               |
| 05 | Gérard Morin           |       | MPPT  | Instituteur spécialisé   |
|    |                        |       |       |                          |
| 06 | Josette Pennetier      |       | MPPT  | Infirmière               |
| 07 | Bluette Peraudeau      |       | MPPT  | Agent municipal          |

### Parti communiste français
| N° | Candidats        | Parti | Parti | Principales fonctions                                     |
| -- | ---------------- | ----- | ----- | --------------------------------------------------------- |
| 01 | Jacques Bessière |       | PCF   | Conseiller municipal de La Rochelle, serrurier            |
| 02 | Juliette Libert  |       | PCF   | Ouvrière, adjointe au maire de La Rochelle                |
| 03 | Gérard Moreau    |       | PCF   | Ajusteur, conseiller municipal de Rochefort               |
| 04 | Gilles Ronchin   |       | PCF   | Professeur                                                |
| 05 | Guy Birolleau    |       | PCF   | Professeur, conseiller municipal de Royan                 |
|    |                  |       |       |                                                           |
| 06 | Simone Roy       |       | PCF   | Ouvrière                                                  |
| 07 | Christian Sorin  |       | PCF   | Agriculteur, premier adjoint au maire de Jarnac-Champagne |

### Majorité présidentielle (MRG-PS)
| N° | Candidats              | Parti | Parti | Principales fonctions |
| -- | ---------------------- | ----- | ----- | --- |
| 01 | Michel Crépeau         |       | MRG   | Garde des Sceaux, maire de La Rochelle, avocat |
| 02 | Philippe Marchand      |       | PS    | Député sortant, conseiller général du canton de Sainte-Nord, conseiller municipal de Saintes, avocat                                                        |
| 03 | Roland Beix            |       | PS    | Député sortant, conseiller régional, conseiller général du Canton de Saint-Hilaire-de-Villefranche, conseiller municipal de Saint-Jean-d'Angély, professeur |
| 04 | Jean-Paul Chabrerie    |       | PS    | Chargé de mission, adjoint au maire de La Rochelle |
| 05 | Paule Curull           |       | PS    | Professeur de collège |
|    |                        |       |       | |
| 06 | Micheline Hervé-Dioury |       | PS    | |
| 07 | Claude Billot-Zeller   |       | PS    | Professeur de danse, conseillère municipale de La Rochelle                                                                                                  |

### Opposition (UDF diss.)
| N° | Candidats           | Parti | Parti          | Principales fonctions |
| -- | ------------------- | ----- | -------------- | --- |
| 01 | Dominique Bussereau |       | UDF-PR (diss.) | Conseiller général du Canton de Royan-Est, adjoint au maire de Royan, chargé de mission à la Chambre de commerce de Paris |
| 02 | Christian Dessens   |       | UDF(diss.)     | Avocat, conseiller municipal de La Rochelle                                                                               |
| 03 | Bernard Rochet      |       | UDF(diss.)     | Infirmier libéral |
| 04 | Pascal Mommée       |       | UDF(diss.)     | Avocat |
| 05 | Raymonde Levécot    |       | UDF(diss.)     | Représentante de commerce                                                                                                 |
|    |                     |       |                | |
| 06 | Philippe Nivet      |       | UDF(diss.)     | Médecin |
| 07 | Annie Dupeux        |       | UDF(diss.)     | Institutrice, conseillère municipale de La Rochelle                                                                       |

### Opposition (RPR-UDF)
| N° | Candidats              | Parti | Parti   | Principales fonctions |
| -- | ---------------------- | ----- | ------- | --- |
| 01 | Jean-Noël de Lipkowski |       | RPR     | Député sortant, conseiller général du Canton de Royan-Ouest, maire de Royan, ministre plénipotentiaire                    |
| 02 | Jean-Guy Branger       |       | UDF-AD  | Député sortant, conseiller général du Canton de Surgères, maire de Surgères, professeur                                   |
| 03 | Jean Harel             |       | RPR     | Conseiller général du Canton de la Rochelle-4, conseiller municipal de La Rochelle, chef d'entreprise                     |
| 04 | Xavier de Roux         |       | UDF-AD  | Conseiller général du Canton de Saintes-Est, maire de Chaniers, avocat                                                    |
| 05 | Michel Doublet         |       | RPR     | Conseiller général du Canton de Saint-Porchaire, maire de Trizay, agriculteur                                             |
|    |                        |       |         | |
| 06 | Claude Belot           |       | DVD     | Conseiller régional, conseiller général du Canton de Jonzac, maire de Jonzac, professeur                                  |
| 07 | François Blaizot       |       | UDF-CDS | Conseiller régional, conseiller général du Canton d'Ars-en-Ré, président du conseil général, ingénieur des Eaux et Forêts |

### Extrême droite (FN)
| N° | Candidats                        | Parti | Parti | Principales fonctions  |
| -- | -------------------------------- | ----- | ----- | ---------------------- |
| 01 | Marcel Bouyer                    |       | FN    | Ancien député UFF      |
| 02 | Erick Hornig                     |       | FN    | Directeur de société   |
| 03 | Brigitte de Verdelhan des Molles |       | FN    |                        |
| 04 | Jean Rainaud                     |       | FN    | Retraité               |
| 05 | Claude Moyer                     |       | FN    | Mécanicien garagiste   |
|    |                                  |       |       |                        |
| 06 | Louis Garreau                    |       | FN    | Négociateur immobilier |
| 07 | Jean Briard                      |       | FN    | Retraité               |

## Résultats

### Résultats à l'échelle du département
|                       | Pour une majorité de progrès avec le président de la République Mouvement des radicaux de gauche (PS)       | Michel Crépeau      | 96 474  | 35,57  | 2 |  |  |
|                       | Union de l'opposition en Charente-Maritime Rassemblement pour la République (UDF)                           | Jean de Lipkowski   | 95 250  | 35,12  | 2 |  |  |
|                       | Union et renouveau de l'opposition diss. Union pour la démocratie française                                 | Dominique Bussereau | 34 144  | 12,59  | 1 |  |  |
|                       | Liste présentée par le Parti communiste français Parti communiste français                                  | Jacques Bessière    | 23 005  | 8,48   | 0 |  |  |
|                       | Liste de Rassemblement national Front national                                                              | Marcel Bouyer       | 19 014  | 7,01   | 0 |  |  |
|                       | Liste du Mouvement pour un parti des travailleurs Extrême gauche (Mouvement pour un parti des travailleurs) | Michel Baudet       | 3 330   | 1,23   | 0 |  |  |
|                       | |                     |         |        |   |  |  |
| Inscrits              | Inscrits | Inscrits            | 376 992 | 100,00 | 5 |  |  |
| Abstentions           | Abstentions                                                                                                 | Abstentions         | 90 808  | 24,09  |   |  |  |
| Votants               | Votants | Votants             | 286 184 | 75,91  |   |  |  |
| Blancs et nuls        | Blancs et nuls                                                                                              | Blancs et nuls      | 14 967  | 5,23   |   |  |  |
| Exprimés              | Exprimés | Exprimés            | 271 217 | 94,77  |   |  |  |
| Source : Data.gouv.fr | |                     |         |        |   |  |  |